# Ирхино (Вологодская область)
Ирхино — деревня в Вологодском районе Вологодской области.
Входит в состав Кубенского сельского поселения, с точки зрения административно-территориального деления — в Кубенский сельсовет.
Расстояние по автодороге до районного центра Вологды — 32 км, до центра муниципального образования Кубенского — 2 км. Ближайшие населённые пункты — Кубенское, Тимофеево, Щипино, Подолино, Песочное, Крюково, Кулешево, Манино, Хвастово, Матвеевское.
По переписи 2002 года население — 8 человек.